# Severiano de Almeida
Severiano de Almeida é um município do estado brasileiro do Rio Grande do Sul.

## Topônimo
O homenageado é Severiano de Souza e Almeida – Nascido na Bahia no ano de 1845. Casado com Eulália Bica de Almeida (2ª núpcias dela), com quem teve os filhos: Manoel, Clementino, Severiano e Eulália, e o enteado Antônio José de Oliveira Paredes (filho de Eulália e o poeta Juvêncio Paredes). Engenheiro, agrimensor e militar da Guarda Nacional onde galgou até o posto de Coronel. Em 1881 foi nomeado administrador da então nascente Colônia de Jaguari, também assumindo a chefia da Comissão de Terras para demarcação da Colônia, com a finalidade de ajudar no desenvolvimento do Município. Em sua homenagem, o distrito de Nova Itália, se emancipa de Erechim e, por Decreto Estadual de 1938, passa-se a chamar Severiano de Almeida.

## Geografia
Pertence à Mesorregião do Noroeste Rio-Grandense e à Microrregião de Erechim.
É um município que conta com as águas do rio Uruguai, agora represadas no lago artificial da Usina Hidrelétrica de Itá (UHI) e que através deste faz divisa fluvial com o estado de Santa Catarina. Também apresenta confrontações límitrofes com os municípios gaúchos de Mariano Moro, Três Arroios, Viadutos e Marcelino Ramos.